# Strbovo
Strbovo (macedónul: Штрбово) település Észak-Macedóniában, a Pelagonijai körzet Reszeni járásában.

## Népesség
| Lakosok száma | 395  | 414  | 368  | 290  | 289  | 330  | 195  | 184  | 137  |
|               | 1948 | 1953 | 1961 | 1971 | 1981 | 1991 | 1994 | 2002 | 2021 |

- 2002-ben 184 lakosa volt, akik mindannyian macedónok.